# Cirsonella densilirata
Cirsonella densilirata là một ốc biển nhỏ, là động vật thân mềm chân bụng sống ở biển trong họ Skeneidae.